# ソコト川
ソコト川（ソコトがわ、英語: Sokoto River）はナイジェリアを流れるニジェール川の支流の河川である。

## 概要
カツィナ州フントゥア近郊から流れだし、ザムファラ州グサウを北西に通過、ここにはグサウダムがあり、市に水を供給している。更に下流に行くとソコト州に入り、ソコトを通るとリマ川が合流してくる。その後進路を南に変え、ケビ州ビルニン・ケビを通る。ビルニン・ケビの南方120km程でニジェール川に合流する。
ソコト川の生み出した平原は耕作に用いられており、灌漑用水として川の水は使用されている。特にソコトから100kmほど上流に行った所にあるバコロリダムは貯水池として知られており、下流域での耕作に大きな影響を与えている。
水量に関しては、雨季の6月から9月までの限定した期間だけ大幅に水量が増え頻繁に洪水を起こす反面、乾季は殆ど降水量がない為に水量が激減する河川である。